# Збірна Львівської області з футболу
Збі́рна Львівської області з футбо́лу — футбольна команда, яка представляє Федерацію футболу Львівської області та Львівську область. Команда не є членом УЄФА або ФІФА, а тому не має права грати на чемпіонаті світу або на чемпіонаті Європи.
Команда виступає в Кубку регіонів УАФ, а на міжнародному рівні у 2018 році брала участь у Кубку регіонів УЄФА, де посіла друге місце в своїй групі.

## Статистика виступів на міжнародному рівні
| Дата          | Місце          | Стадіон | Змагання            | Суперник                | Рахунок |
| ------------- | -------------- | ------- | ------------------- | ----------------------- | ------- |
| 2 жовтня 2018 | Львів, Україна | Скіф    | Кубок регіонів УЄФА | «Угур»                  | 4–0     |
| 5 жовтня 2018 | Львів, Україна | Скіф    | Кубок регіонів УЄФА | «Каарінан Поят»         | 1–0     |
| 8 жовтня 2018 | Львів, Україна | Скіф    | Кубок регіонів УЄФА | збірна Кастилії і Леону | 0–1     |

### Кращий результат на міжнародному рівні
- Кубок регіонів УЄФА
  - Груповий етап (1): 2019